# Яблоня I
«Яблоня I» (нем. Apfelbaum I), также «Малая яблоня» (нем. Kleiner Apfelbaum) — пейзаж австрийского художника Густава Климта. Наряду с двумя портретами Адели Блох-Бауэр и ещё двумя пейзажами художника был реституирован австрийским государством из галереи Бельведер наследнице его законных владельцев Марии Альтман. Поздний пейзаж Климта «Яблоня II» имеет собственную запутанную историю реституции.
По мнению специалистов, «Яблоня I» является одним из наиболее характерных примеров взаимодействия Климта с природой. Маленькие ярко красные яблоки выделяются на выходящем за границы картины голубовато-зелёном дереве, крона которого, как заложено природой, повторяет форму плодов. Пейзаж выполнен в лёгкой манере и как будто состоит из повторяющихся узоров.
Адель и Фердинанд Блох-Бауэр приобрели «Яблоню I» у автора. В 1938 году пейзаж, как и вся их коллекция, был конфискован финансовым ведомством Вены. В 1941 году по соглашению с адвокатом Эрихом Фюрером, назначенным в 1939 году официальным представителем Блох-Бауэров, директор Современной галереи Бруно Гримшиц организовал сделку обмена «Портрета Адели Блох-Бауэр I» и «Яблони I» на переданный Фердинандом Блох-Бауэром в 1936 году в дар галерее пейзаж «Замок Каммер на Аттерзе III». 8 ноября 2006 года пейзаж «Яблоня I» был продан на торгах в аукционном доме «Кристис» за 33,056 млн долларов США.